# Enrique Verástegui
Enrique Fidel Verástegui Peláez (Lima, 24 de abril de 1950-Lima, 27 de julio de 2018) fue un poeta, ensayista, y novelista peruano de ascendencia africana y china. 
Fue uno de los fundadores del Movimiento Hora Zero y con su primer libro, En los extramuros del mundo (1971), se erigió como uno de los más importantes poetas de Latinoamérica.

## Inicios y consagración
Enrique Verástegui fue un poeta de ascendencia africana por parte paterna y tusán china por línea materna. Ah Tao Ko es el apellido de su familia materna de origen chino. Nació un 24 de abril de 1950 en Lima, pero a los meses de nacido su familia regresó a San Vicente de Cañete, donde se crio. Terminó sus estudios secundarios en la G.U.E. José Buenaventura Sepúlveda de dicha ciudad. Se trasladó a Lima y allí estudió Economía, Administración y Contabilidad en la Universidad Nacional Mayor de San Marcos. En 1970, obtuvo una beca en dicha universidad. Ese mismo año, dirigió y redactó una revista político-económica de su facultad. En 1972, obtuvo una beca de la Comunidad Latinoamericana de Escritores, presidida por Miguel Ángel Asturias, con sede en México que no utilizó por no encontrarse casado.
En 1975 grabó sus poemas para la Biblioteca del Congreso de Estados Unidos. Trabajó para El Colegio de México. Ese mismo año concedió la entrevista al biógrafo Rouillón, que permitió que el gobierno le otorgara la condecoración de la Orden del Sol del Perú a Ana Chiappe, la esposa de José Carlos Mariátegui.
En 1976, escribió un pequeño Tratado de Estilo para INIDE (Instituto Nacional de Investigación de la Educación en el Perú. Ese mismo año obtuvo la prestigiosa beca Guggenheim de Nueva York que le permitió viajar a Barcelona, Menorca y París, donde llevó cursos de Sociología de la literatura en la Ecole de Hautes Etudes en Sciences Sociales.
En 1977, funda en París Hora Zero Internacional junto a José Carlos Rodríguez y André Laure. En este período, entre las Islas Baleares y París, escribe su libro El motor del deseo.
En 1978, representando a la comunidad peruana, lee sus poemas ante la tumba de César Vallejo, lo que le valió las felicitaciones de Julio Ramón Ribeyro, cónsul del Perú ante la Unesco, que se había unido al homenaje alternativo. Leyó sus poemas en la librería Shakespeare & Co. con el grupo Revolte de París en 1980. El mismo año, desde el Diario de Marka dirigió exitosamente la campaña a favor de los Derechos Humanos en todo el cono sur y fue jefe de la sección Informes especiales del mismo diario. Muy estimado también como ensayista, Verástegui que fue llamado "el poeta prodigio" de Occidente por la revista francesa Les temps modernes (número 590, octubre de 1996) y el "más imaginativo poeta peruano" por la revista estadounidense Inti (número 46, primavera 1997), pertenece también al comité de redacción de la revista Realidad aparte de Nueva York al lado de Lou Reed, Anne Waldman, Pere Gimferrer, entre otros.
Estuvo casado con la escritora Carmen Ollé con quien tuvo una hija: Vanessa.
En 1992, publicó su trilogía novelesca Terceto de Lima, que obtuvo elogios de Mario Vargas Llosa, Alfredo Bryce Echenique y Julio Ramón Ribeyro.
En 1999, escribió Apología pro-totalidad: Ensayo sobre Stephen Hawkings. El mismo año, el Consejo Nacional Todas las sangres organizó el X Congreso Nacional y Latinoamericano denominado Enrique Verástegui en San Vicente de Cañete.
Los poemas y ensayos de Verástegui han sido publicados en importantes revistas como Eco de Bogotá, Diálogos de El Colegio de México, Espiral de Madrid, Hueso húmero de Lima, Tsé-Tsé de Buenos Aires, Texto crítico de México, Guaraguau de Barcelona y ha sido compilado en diferentes muestras poéticas como las preparadas por Alberto Escobar (Antología de la poesía peruana - Tomo II), José Miguel Oviedo (Estos 13), Julio Ortega (Antología de la poesía hispanoamericana actual), Ricardo González Vigil (Poesía peruana del siglo XX - Tomo II), Tulio Mora (Hora zero, la última vanguardia latinoamericana en poesía), Paul Guillén (Poesía peruana contemporánea / 33 poetas del 70), entre muchas otras.

## En elsigloXXI
En 2008, fue investido como Doctor Honoris Causa por la Universidad Latinoamericana de la Investigación. En 2009, le fue concedido el Premio Luces del diario El Comercio, por su libro Teoría de los cambios. Igualmente, el 11 de diciembre del mismo año, fue homenajeado por la Universidad Nacional Enrique Guzmán y Valle.
En 2010, en el marco de la 31.ª Feria del Libro Ricardo Palma, la Cámara Peruana del Libro (CPL) le ofrece un homenaje y reconocimiento literario. Además, los pasadizos de la feria llevaron los nombres de algunas de sus obras literarias: En los extramuros del mundo, Monte de Goce, Angelus Novus y El Motor del deseo.
Entre el 30 de septiembre y 21 de octubre de 2011, se realizó un Encuentro Mundial en la Casa del Lago Juan José Arreola en México, en homenaje a la poesía de Verástegui. En el mes de noviembre, se llevó a cabo el Encuentro Internacional En los Extramuros del Mundo, en Cañete.
En 2015 fue homenajeado en la República Dominicana desde el 27 de abril al 4 de mayo, así también en la Feria del Libro de Huancayo desde el 24 de junio al 4 de julio. En 2015, fue homenajeado en la Universidad Nacional Federico Villarreal por los estudiantes universitarios. 
En 2016, publicó Teoría y práctica de Xalmo. 
En 2017 participó en la Feria Internacional del Libro, donde presentó su libro Bodegón. En enero de 2018, fue homenajeado en Cusco en el Festival de poesía en el Sur Andino.

## Obras

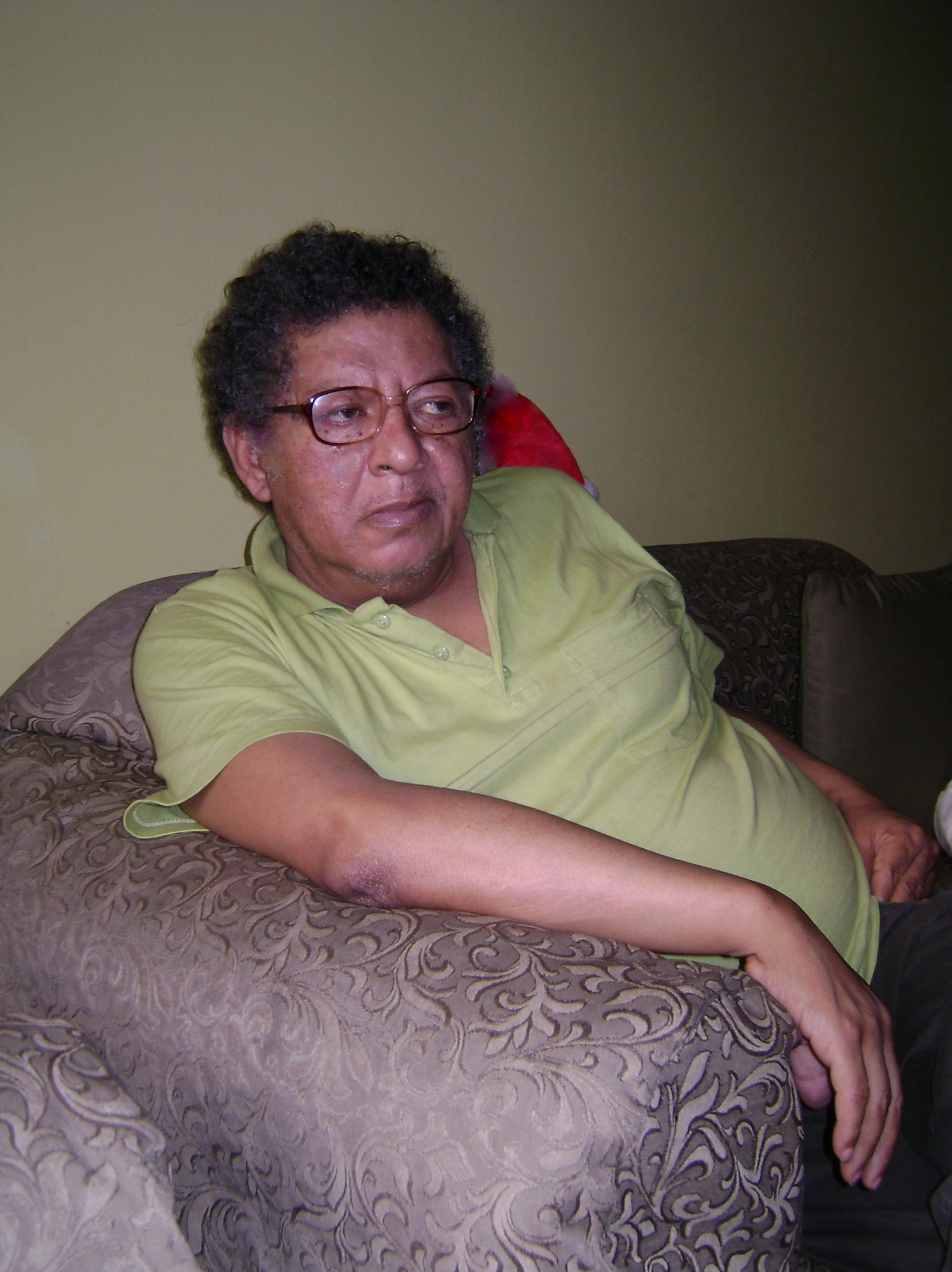
Verástegui en su casa de la Molina. Fotos: Micaela Gonzales.

### Poesía
- En los extramuros del mundo. Lima: Carlos Milla Batres Editores, 1971. (Nota de CMB). Segunda edición: Lima: Lluvia editores, 1994. (Nota de Jorge Luis Roncal). Tercera edición popular 65000 ejemplares: Lima: Fondo editorial cultura peruana, 2004. (Prólogo de Edmundo de la Sota)
- Agregado sin corrección a los estudios de poesía. En: Papeles de son armadans, números CCLVVII-VII. Palma de Mallorca, 1977.
- Typewriter concerto. Londres. Ediciones Ecuatorial, 1977. (Traducción al inglés de William Rowe).
- Praxis, asalto y destrucción del Infierno. Lima: ediciones Campo de Concentración, 1980. Acceso: https://es.scribd.com/document/585262896/Praxis-Asalto-y-Destruccion-Del-Infierno-Enrique-Verastegui
- Argumento de una bande desineé en cristal líquido. En: Poeisis, número 2. Lima, 1985.
- Leonardo. Lima: Instituto Nacional de Cultura, 1988. (Contiene dos secciones de Angelus Novus)
- Angelus novus (Tomo I). Lima: ediciones Antares, 1989. (Prólogo de Ricardo González Vigil)
- Angelus novus (Tomo II). Lima: ediciones Antares y Lluvia editores, 1990.
- Monte de goce. Lima: Jaime Campodónico editor, 1991. (Prefacio, postdata y postfacio de Enrique Verástegui)
- Taki onqoy. Lima: Lluvia editores, 1993. (Comentario de contra-carátula de Jorge Rodríguez Padrón)
- Splendor IV. Albus. Lima: editorial Gabriela, 1995. (Epílogo de José Miguel Oviedo)
- Cañete (Antología mínima). Lima: Palabras del oráculo, 1998. (Selección y presentación de César Toro Montalvo)
- Ensayo sobre ingeniería. Lima: Gonzalo Pastor editor, 1999. (Comentarios de Fernando Ampuero y Ricardo González Vigil)
- El Teorema de Yu. Lima: Arte/Reda, 2004. (Nota de Ricardo González Vigil)[2]
- Yachay Hanay, seguido de tractatus lógico matemáticus. Lima: Ventana de medusa, 2006.
- Leonardo. México: Red de los poetas salvajes, 2008.
- Teoría de los cambios. Lima-Arequipa: Sol negro editores. Cascahuesos Editores, 2009.
- Poesía para señoritas. Ediciones la manzana mordida, Nro. 74, Lima, 2009.
- En los extramuros del mundo. Cuarta edición. Grupo editorial caja negra, Lima 2012. (Prólogo de la Lic. Alba Delia Fede)
- Poemas. Colores Primarios, Asociación de Escritores de México, México 2013.
- Ángel con laud sideral. Lamcom,Lima-Perú 2013.
- Equinoccio del cuerpo y el alma. Ediciones Liliputienses, España 2013.
- Splendor. Editorial Proyecto Literal. Kodama Cartonera. Grafógrafo Ediciones. 2013. Editorial. La ratona Cartonera, México 2013. (Prólogos de Yaxkin Melchy, Elena Cáceres, Alba Delia Fede y también Post-facio de Enrique Verástegui)
- Partitura Peruana.Cohuiná Cartonera. Ediciones Bryozoa. México. 2014.
- Splendor. Epistemologìa y épica de la complejidad. 2da Edición. 2.0.1.3. Editorial, Asociación de escritores de México A.C. y Kodama Cartonera. 2015.
- El Teorema de Yu. Santiago de Chile: Litost, 2018.
- En los extramuros del mundo. Quinta edición. Madrid: Esto no es Berlín, 2019.

### Libros de filosofía
- Enrique Verástegui declara. OVIEDO, José Miguel. Estos 13. Lima: Mosca azul editores, 1973.
- Breve informe (alegórico) de los años 60/70: una poética. Variedades de la crónica. Lima, segundo domingo de julio de 1975.
- El motor del deseo. Dialéctica y trabajo poético. Lima: ediciones Mojinete, 1987.
- La máquina del poema. Lienzo, número 12, Universidad de Lima, 1992.
- Sociedad para la liberación de las rosas. Ediciones amantes del país. Lima, 1993.
- El modelo del teorema. Curso de matemáticas para ciberpunks. Lima: Editorial hispano latinoamericana, 1997.
- El cambio del milenio. Alejo editores. Lima, 1998.
- La síntesis metaquímica. Edición sociedad para la liberacíón de las rosas. Lima, 1999.
- Apología pro totalidad. Ensayo sobre Stephen Hawking. Lima: Biblioteca nacional del Perú, 2001.
- Poesía y conciencia gnóstica. Revista hispanoamericana de literatura, número 2. Lima, 2002.
- Diez tesis sobre el principio de Dios. Tsé-Tsé, número 15. Buenos Aires, noviembre de 2004.
- Música/ciudad: la ecología del sonido. Agulha, número 43. Fortaleza, São Paulo, enero de 2005.
- Filosofía: Ciencia/Poesía/Matemáticas. Sol negro. Lima, diciembre de 2006.
- El análisis de la poesía. Introducción a la cienciasofía. Lima: Editorial Bracamoros, 2007.
- El saber de las rosas (Archivo Jaime Siles, España)
- Tratado sobre la Yerbaluisa. Grupo editorial caja negra, Lima 2012.
- Más allá de la vida y la muerte. Teoría y práctica del anarquismo en Perú, Oriente y occidente. Editorial K-oz. Ecuador 2014.
- El modelo de teorema. Curso de matemáticas para ciberpunks. 2.ª Edición. Grupo Editorial Red Artística Sudamericana. Lima, 2014.
- El motor del deseo. 2.ª Edición. Proyecto Literal. México, 2014.
- El análisis de la poesía Editorial Bracamoros, Lima 2015.
- El principio de no-ser. Garabatito Editores. Lima, 2018.

### Teoría poética
- El análisis de la poesía. Lima: Editorial Bracamoros, 2015. Sobre el Taller de Poesía que dictó el año 1993 en el Centro Cultural Mammalia.

### Matemáticas
- Teoría y práctica de Xalmo. Lima: Vagón Azul Editores, 2016.
- El modelo del teorema.Curso de matemáticas para ciberpunks. Lima: Editorial hispano latinoamericana, 1997.
- Apología pro totalidad. Ensayo sobre Stephen Hawking. Lima: Biblioteca macional del Perú, 2001.
- Yachay Hanay, seguido de tractatus lógico matemáticus. Lima: Ventana de medusa, 2006.

### Diarios
- Diario de viaje: Arequipa. Cascahuesos Editores, SAC. Arequipa, 2016
- Diario de viaje: Arequipa. Revista lienzo, número 11. Lima: Universidad de Lima, junio de 1991.
- Diario de Menorca: primavera / verano de 1977. Revista hispanoamericana de literatura, número 3. Lima, 2003.
- Diario de Cerro azul. Sol negro. Lima, marzo de 2007.
- Diario de filmación. Revista Sol negro, número 2. Lima, octubre de 2007.
- Diario 1980-1995. Homenaje a Durero (Archivo hermanas Verástegui Peláez, Cañete, 500 páginas)
- Diario de Menorca. Edición anotada de Julio C. Buitrón. Lima: Vulgata, 2024.

### Novela
- Terceto de Lima. Lima: Carlos Milla Batres editores, 1992.
- Teorema del anarquista ilustrado. Ediciones Altazor, Lima, 2009.
- La máquina del crepús/culo. Ediciones Altazor, Lima, 2012.

### Cuento
- El laboratorio del profesor Rangel (12 cuentos-inédito)
- Piscis. Revista motivos, número 36. Lima, marzo de 1995.
- Michael. Revista dedo crítico, número 4. Lima, noviembre de 1997.
- Patxi: príncipe de la música. Revista cronopia, número 3. Lima, noviembre de 1998.
- La casa encantada. Revista hipocampo de oro, número 2. Lima, 1999.
- La Pandilla Ambar. (Relato para niños). Ediciones La Manzana Mordida. Lima 2013.

### Teatro
- El exorcismo de Bellmer. Revista hispanoamericana de literatura, número 9. Lima, 2008. Versión original: archivo de los amigos de Floriano Martins, Fortaleza, Brasil.
- Agonizar: homenaje a César Vallejo (Archivo Milla Batres - inédito)

### Mùsica y ballet
- Proyecto para una òpera en New York. Enrique Veràstegui & PP Ramos. Lima, 2016.
- En los sótanos más cochinos de la belleza. Dirige: Escribens.

### Arte
- La expansión matemàtica. (Arte cognitivo). 1ª ed. Alejo Ediciones. Lima, 2016.

### Guiones de cine / video
- Cimarrones. Realización de Carlos Ferrand. Film board of Canada. 1980.
- Enrique Verástegui. Realización de Elvira Roca Rey y Walter Curonisy. Lima, 1988.
- Para vivir mañana: Enrique Verástegui. Realización de Edgardo Guerra. Producciones el pacífico. Lima, 1990.
- Enrique Verástegui. Video por Arcano producciones. Lima, 1991.
- Film / Sleeped Quijote. La Cervantiada, compilación de Julio Ortega, cuatro ediciones internacionales. •	La Cervantiada. México (UNAM, El Colegio de México y Ediciones del Equilibrista), Madrid(Libertarias), Caracas (Alfadil), Puerto Rico (Editorial de la Universidad de Puerto Rico), 1992.
- Film / Sleeped Quijote. 1º ed. Alejo Ediciones. Lima, 2015.

## Algunos comentarios sobre el escritor
- Ricardo González Vigil, de la sección Luces del diario El Comercio, Lima 30/04/2012

La energìa poética y desmesurada de Enrique Verástegui (Cañete, 1950), una de las mayores de la actual poesía en español, sostiene la belleza fulgurante de su reciente "Tratado sobre la yerbaluisa". Texto intergenérico que dinamita las fronteras entre poesía, ciencia, filosofía y manuales codificadores de las artes (arte de amar, ikebana floral, ejercios de respiración) encaminadas a una praxis de la plenitud vital:"adecúan tu cuerpo al mundo y transforman tu vida en Dios" (pág. 23). Dicha factura intergenérica caracteriza a los monumentos de la sabiduría oriental, los cuales poseen un lenguaje poético deslumnbrante: "Tao Te King", "Vedas", "Upanishads", "Baghavad Gita", etc."

- Luis Alberto Sánchez. La literatura peruana. Tomo 5. Ed. Mejía Baca. Perú 1981.

Limpia emoción humana. Impresionante espontaneidad e intimidad. Sus versos poseen un ritmo alterno e interno. El verso se amarra a un concepto o a una metáfora, y construye así una trabazón interna, sin costuras visibles, compacta y, no obstante, yuxtapuesta y móvil.

- José Emilio Pacheco. México (Contracarátula del libro "El modelo del Teorema" de Enrique Verástegui Ed. Hispanoamericana, Lima 1996)

Verástegui es el poeta joven más importante de habla castellana.

- Ricardo González Vigil, El Dominical de El Comercio, Lima 27/11/1988

Corresponde, conforme a nuestro entender, a Verástegui el cetro del más grande poeta vivo del país.

- Ricardo González Vigil Prólogo a Angelus Novus I, Ed. Antares Perú 1989.

Quema, transporta, transfigura. Hoja, flor, incendia, abraza, conjura, abre, totaliza, desnuda y nos desnuda como hombres, como autor y lectores que atinamos a ejercer cabalmente nuestra humanidad, la compartida savia de la especie. Torna a encarnar así la misión principal del lenguaje más radical y auténtico, más anclado en el origen del ser, el de la Poesía: revelación, iluminación y profecía en permanente novedad. Inaugura la vida. Arde en la zarza, clama en el desierto, separa las aguas encontradas y agita tempestades. Metamorfosea al escritor, a la página en blanco y al lector en espíritu, oasis, pascua, comunión, utopía. Ave Fénix, entrecruza flores de hierba y paraísos recuperados, siempre distinta, siempre igual. Escritura desmesurada, virtuosa, desatada, intelectualista y embarrada de vida.

- Ricardo González Vigil, El Dominical - sección Cultura de El Comercio, Lima 31/08/2009

El aporte de Verástegui a la poesía en lengua española merece mayor reconocimiento que el que está recibiendo, ausente en pretenciosas antologías editadas en España en esta década (figuraba, en cambio, en las antologías de los años 80 y 90, aparecidas en México y diversos países). Numerosos poemas excelentes de “En los extramuros del mundo” (1971), “Angelus Novus” (2 tomos, 1989-1990) y sus otros libros lo ungen como una de las voces capitales surgidas en los años 70, acaso el más dotado y complejo en niveles discursivos y recursos expresivos.

Ninguneado, Verástegui nos interpela: “Florecí más que nadie / pero perfidia cayó sobre mí, / doblándome como una flor, / herrumbrándome, y fui silenciado. / Maitreya pasó desapercibido como una sombra por la vida, / ¿no dan ganas de llorar?” (pág. 33). Pero el tiempo es el mejor crítico literario; hará justicia a su inmenso talento poético.

- Oscar Málaga, Caretas n.º 1063 Lima 26/6/1989.

Verástegui, acumula, poema tras poema, una mezcla extraña de conocimiento y transparencia poética.

- Raúl Zurita _Muestra de poesía peruana 1970-2004 Raúl Zurita - Maurizio Medo l Santo Oficio, 2005

Así, uno de los poetas más vastos y emblemáticos de hoy: Enrique Verástegui, encarna hasta sus extremos una nostalgia que es una sed
por algo; por un orden, por una armonía general de las cosas y de las palabras, que si está en alguna parte, como toda nostalgia no puede
sino estar en el futuro. Así, desde su temprano Los extramuros del mundo hasta sus Ángelus y Ética, su poesía va trazando bajo la forma de un horizonte utópico, un esfuerzo que quiere recogerlo todo, nombrarlo todo, reescribirlo todo, y cuya resolución final debe buscarse en la belleza siempre irreparable que implican las derrotas. Lo conmovedor de su obra, me atrevo a hablar de la soledad de su obra, de su incomprensión, es que en ella sí están las claves cifradas de una respuesta posible a ese sacrificio inaugural, a ese por qué debo, por qué debemos morir. Como Vallejo, las derrotas del mundo son a menudo un triunfo de la poesía y la escritura de Verástegui, su alucinada amplitud, sus extremos, nos está mostrando la cara de un futuro y de un idioma que le adeuda a todas sus víctimas, a todos sus incomprendidos, a todos nuestros territorios, el rostro radiante de sus ángeles nuevos.

- Héctor Hernández Montecinos – Prólogo a Leonardo (Antología) de Enrique Verástegui 2a Ed.Red de los poetas salvajes – México 2009.

Sin duda, la obra del poeta peruano Enrique Verástegui es la que ha llegado más lejos, la que más ha tensionado el poema hasta sus invisibles límites con la ciencia, la mística, el arte. Toda la sabiduría humana se puede encontrar en uno de sus escritos, si es que pudiéramos entender desde la literatura lo qué es la sabiduría y lo qué es lo humano. En cada uno de sus libros una extraña forma entender el mundo se conjuga con un lirismo devastadoramente sublime, que hace que cada uno de sus excesos sea a la vez una mínima gota de ese mar que es su mente. El desborde total de su imaginario es quizá la comprobación de hasta donde puede llegar la poesía, e incluso más allá de la propia palabra, la propia voz, porque en la obra de Verástegui se oye no sólo a una generación de poetas latinoamericanos de avanzada, no sólo por su inicial fliación con Hora Zero o con los Infrarrealistas, sino que también con las más nuevas poéticas que han hecho de la radicalidad un estandarte a los nuevos desórdenes de los sistemas mundiales. Tanto su monumental Ética, como la genialidad irreverente y certera de su trabajo ensayístico, son un giro anómalo que no ha podido ser superado hasta el día de hoy. La profundidad de su visión responde a cuestionamientos que seguramente se harán el día de mañana.

- Abelardo Oquendo. Diario La República. Dom, 09/01/2011. Lima. Perú.

Los resultados de la encuesta a 137 “representantes calificados de nuestra comunidad literaria” para determinar qué poetas deben figurar en la antología consultada de la poesía peruana del periodo 1968-2008 que publicará la Universidad de Lima han sido, en buena medida, los esperados... El 1.er. puesto fue para En los extramuros del mundo, de Verástegui, y el 2º para Noches de adrenalina, de Ollé, con 23 y 19 votos, respectivamente, y el 5º para Perro negro, de Montalbetti, con 8.

- José Pancorvo. Parte del texto leído el día miércoles 14 de marzo de 2007 en la presentación de Yachay hanay (Lima: Ventana de Medusa, 2007) en el Centro Cultural de España.

Está el Verástegui de la brillante obra juvenil que sigue siendo la más popular. Está el Verástegui que sube a un vuelo de mucho mayor cota, pero de pronto se ve incomprendido y solitario en su espiral ascencional. Su alta mente de gran poeta ha encontrado horizontes realmente sublimes en la confluencia de la intuición filosófica con la matemática y la poética. Como casi todos estamos inmersos en el empirismo y racionalismo que nos enseñan en el colegio y en los medios, pensamos que es una divagación.

Todo lo contrario. Las referidas intuiciones poético-metafísico-matemáticas de Verástegui son saetas dirigidas al meollo de la realidad. A lo que está detrás del aparente caos móvil, aparentemente post-ético, aparentemente insoluble, del mundo actual. Y Verástegui viene con sus intuiciones a rescatar la visión de las realidades mayores, haciendo geniales aportes de conocimiento.

- Julio Barco. Me mantuve sereno escribiendo estos versos. Artículo publicado en el libro Ángel con casaca de cuero. Lecturas sobre Enrique Verástegui. Ed. Sol Negro. Perú 2019. Pág. 135. Perú 2019.

Una especie de médium donde la poesía, su estudio, la vida, las ciencias y las matemáticas florecen como miles de mariposas inquietantes alrededor de sus dedos. Un planeta repleto de libros, de escritura convulsa, como la de un animal que no se resigna a morir. Un acto de fe destruyendo toda vacilación, y como tal, una apuesta por la totalidad, vida o poesía venceremos.(...) Y somos nosotros, los chibolos desenfadados de esta época, los que tenemos que desempolvar los bríos, el polvo, la ciencia, las matemáticas y la pasión como la totalidad de una entrega. Hemos nacido a la bondad de tu arte, hoy todos somos Enrique Verástegui.

- Diccionario del cortometraje peruano I y II, En Hablemos de Cine N° 71- 72, (1979-1980); 100 años de cine en el Perú, una historia crítica, de Ricardo Bedoya (1992)

A comienzos de la década del 90, Películas El Pacífico emprendió la producción de una inusual serie de semblanzas fílmicas de poetas peruanos vivos: Carlos Germán Belli, Washington Delgado, Javier Sologuren y Enrique Verástegui, y cuya dirección encargó a Silvia Kantor, Juan Carlos Torrico, José Antonio Portugal y Edgardo “Cartucho” Guerra, respectivamente.

Uno de ellos, Para vivir mañana: Enrique Verástegui (1991) fue premiado como el mejor corto documental en el quinto Festival Nacional de Cortometrajes, organizado por la Asociación de Cineastas del Perú (ACDP). Lo comenta el crítico Emilio Bustamante: «Muy bien respaldado por la fotografía y la edición de Gianfranco Annichini, Edgardo Guerra maneja con sobriedad, buen ritmo y algunos clichés los ejes de lo urbano, lo erótico y lo marginal con relación al testimonio de Verástegui, logrando un film atractivo, liviano, mas no superficial, capaz de acercar al poeta al “gran público” y, a fin de cuentas, modesto y respetuoso, todo lo contrario de los solemnes plomazos de Kantor y Torrico».

## Libros sobre el autor
- Guillén, Paul: Poesía y psicoanálisis. Falo/Escritura en Enrique Verástegui. Lima: Perro de Ambiente Editor, 2015.

- Guillén, Paul:Ángel con casaca de cuero. Lecturas sobre Enrique Verástegui. Lima: Sol Negro, 2019.